# Selezioni giovanili della nazionale maschile di pallavolo della Bosnia ed Erzegovina
Le selezioni giovanili della nazionale maschile di pallavolo della Bosnia ed Erzegovina sono gestite dalla federazione pallavolistica della Bosnia ed Erzegovina (OSBH) e partecipano ai tornei pallavolistici internazionali per squadre nazionali maschili limitatamente a specifiche classi d'età.

## Under 22
La selezione nazionale under 22 rappresenta la Bosnia ed Erzegovina nelle competizioni internazionali dove il limite di età è di 22 anni.
Non ha mai preso parte ad alcun torneo ufficiale.

## Under 21
La selezione nazionale under 21 rappresenta la Bosnia ed Erzegovina nelle competizioni internazionali dove il limite di età è di 21 anni.
Non ha mai preso parte ad alcun torneo ufficiale.

## Under 20
La selezione nazionale under 20 rappresenta la Bosnia ed Erzegovina nelle competizioni internazionali dove il limite di età è di 20 anni.
Non ha mai preso parte ad alcun torneo ufficiale.

## Under 19
La selezione nazionale under 19 rappresentava la Bosnia ed Erzegovina nelle competizioni internazionali dove il limite di età è di 19 anni.
| Campionato europeo | Campionato europeo |
| Edizione           | Piazzamento        |
| ------------------ | ------------------ |
| 1995               | non qualificata    |
| 1997               | non qualificata    |
| 1999               | non qualificata    |
| 2001               | non qualificata    |
| 2003               | non qualificata    |
| 2005               | non qualificata    |
| 2007               | non qualificata    |
| 2009               | non qualificata    |
| 2011               | non qualificata    |
| 2013               | 12º posto          |
| 2015               | non qualificata    |
| 2017               | non qualificata    |

## Under 18
La selezione nazionale under 18 rappresenta la Bosnia ed Erzegovina nelle competizioni internazionali dove il limite di età è di 18 anni.
Non ha mai preso parte ad alcun torneo ufficiale.

## Under 17
La selezione nazionale under 17 rappresenta la Bosnia ed Erzegovina nelle competizioni internazionali dove il limite di età è di 17 anni.
Non ha mai preso parte ad alcun torneo ufficiale.